# Carangoides
Genre
Les Carangoides sont un genre de poissons de la famille des Carangidae, appelés « carangues ». 

## Liste des espèces
Selon FishBase (10 mars 2017) : 
- Carangoides armatus (Rüppell, 1830)
- Carangoides bajad (Forsskål, 1775) — Carangue à points orange
- Carangoides bartholomaei (Cuvier, 1833)
- Carangoides chrysophrys (Cuvier, 1833)
- Carangoides ciliarius (Rüppell, 1830)
- Carangoides coeruleopinnatus (Rüppell, 1830)
- Carangoides dinema Bleeker, 1851
- Carangoides equula (Temminck & Schlegel, 1844)
- Carangoides ferdau (Forsskål, 1775)
- Carangoides fulvoguttatus (Forsskål, 1775)
- Carangoides gymnostethus (Cuvier, 1833)
- Carangoides hedlandensis (Whitley, 1934)
- Carangoides humerosus (McCulloch, 1915)
- Carangoides malabaricus (Bloch & Schneider, 1801)
- Carangoides oblongus (Cuvier, 1833)
- Carangoides orthogrammus (Jordan & Gilbert, 1882)
- Carangoides otrynter (Jordan & Gilbert, 1883)
- Carangoides plagiotaenia Bleeker, 1857
- Carangoides praeustus (Anonymous [Bennett], 1830)
- Carangoides talamparoides Bleeker, 1852

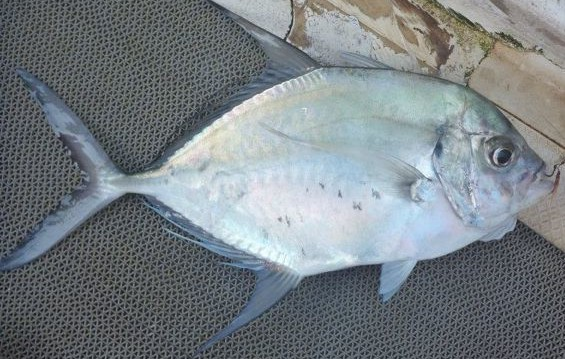
Carangoides armatus
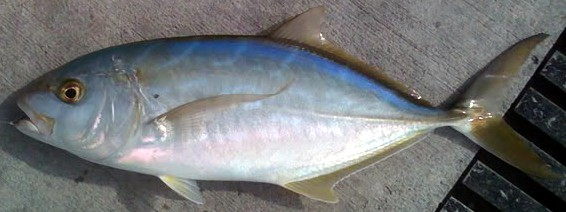
Carangoides bartholomaei
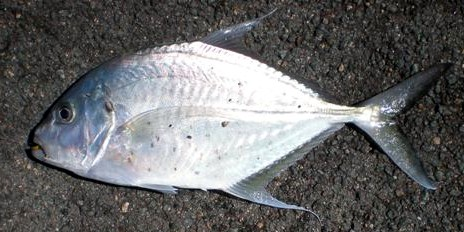
Carangoides chrysophrys
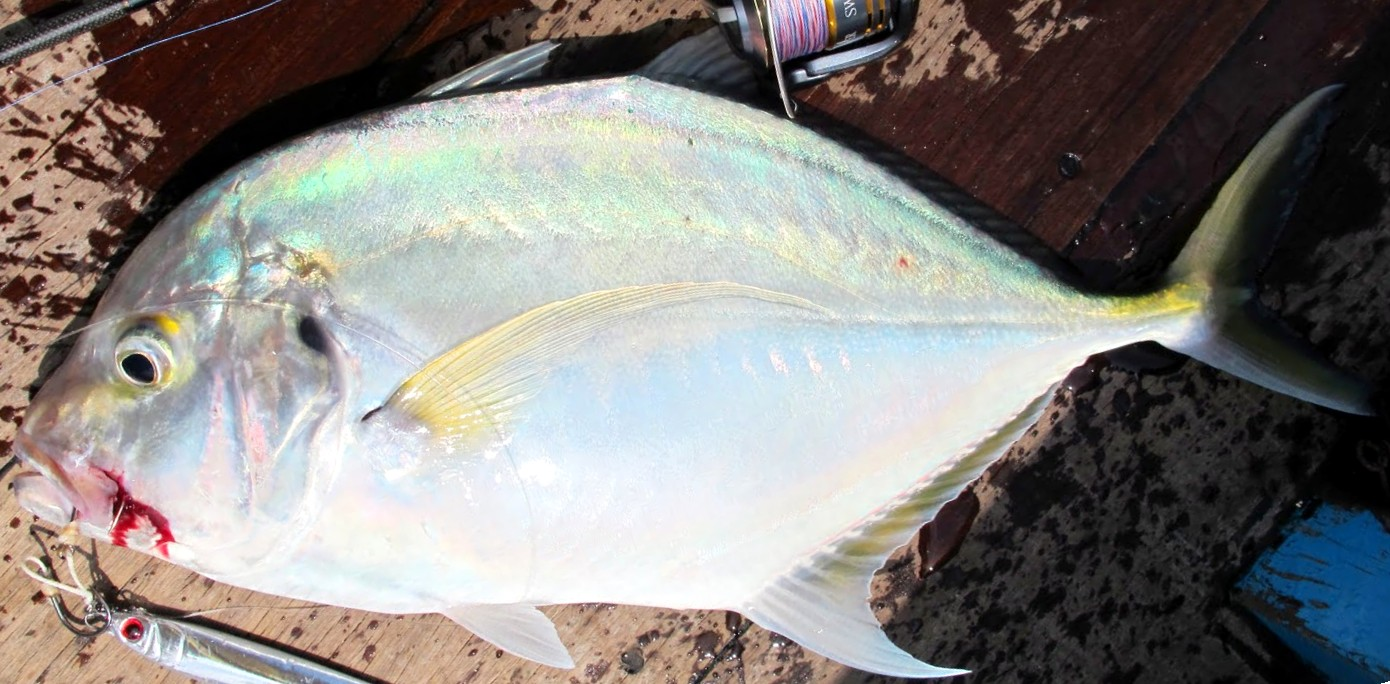
Carangoides caeruleopinnatus
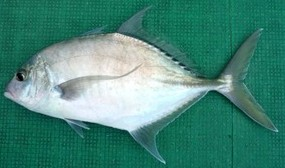
Carangoides dinema
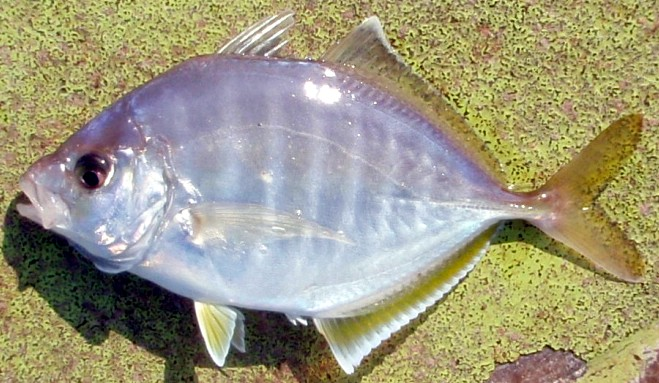
Carangoides equula
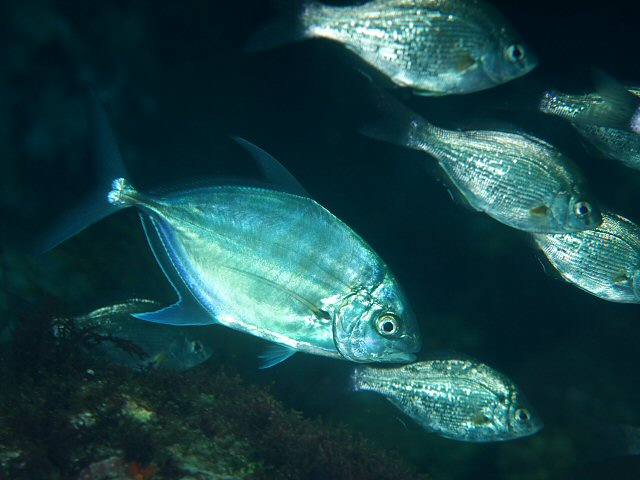
Carangoides ferdau
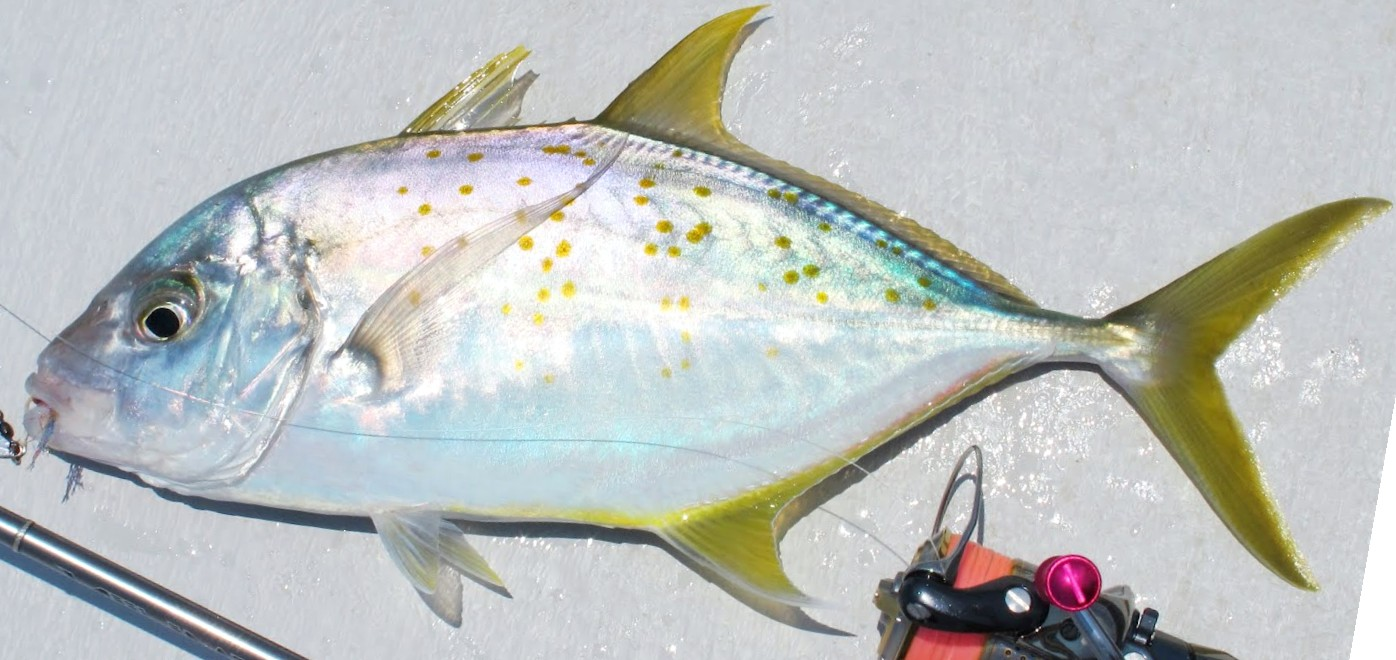
Carangoides fulvoguttatus
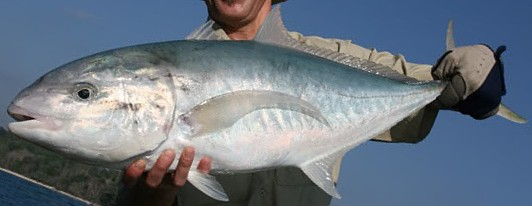
Carangoides gymnostethus
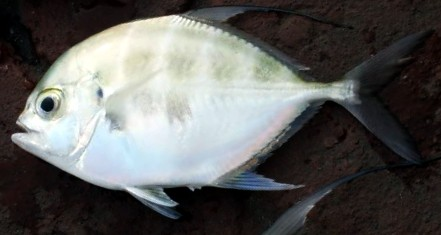
Carangoides hedlandensis
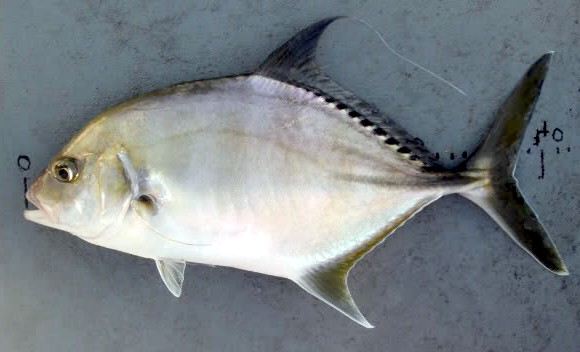
Carangoides oblongus
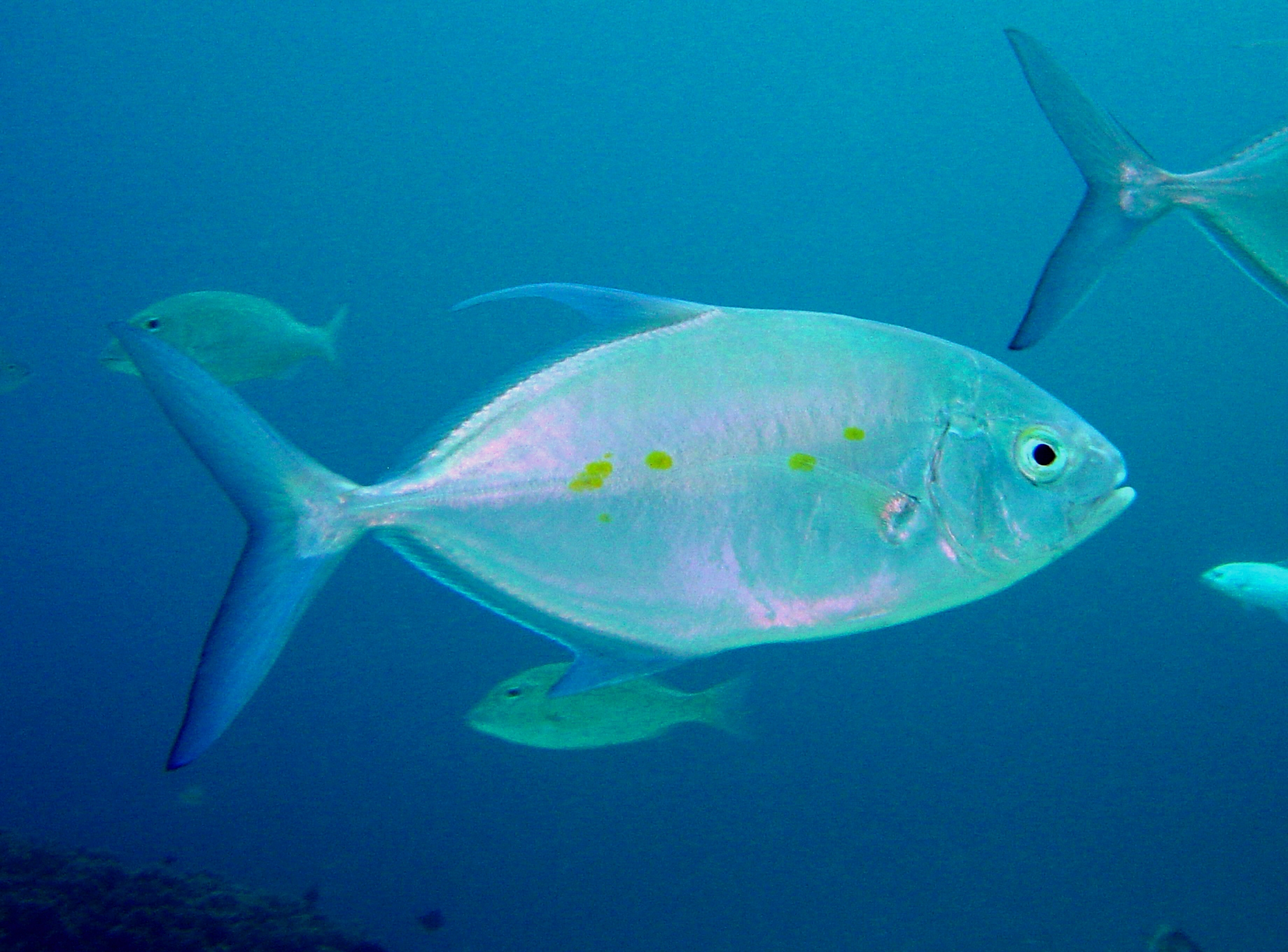
Carangoides orthogrammus
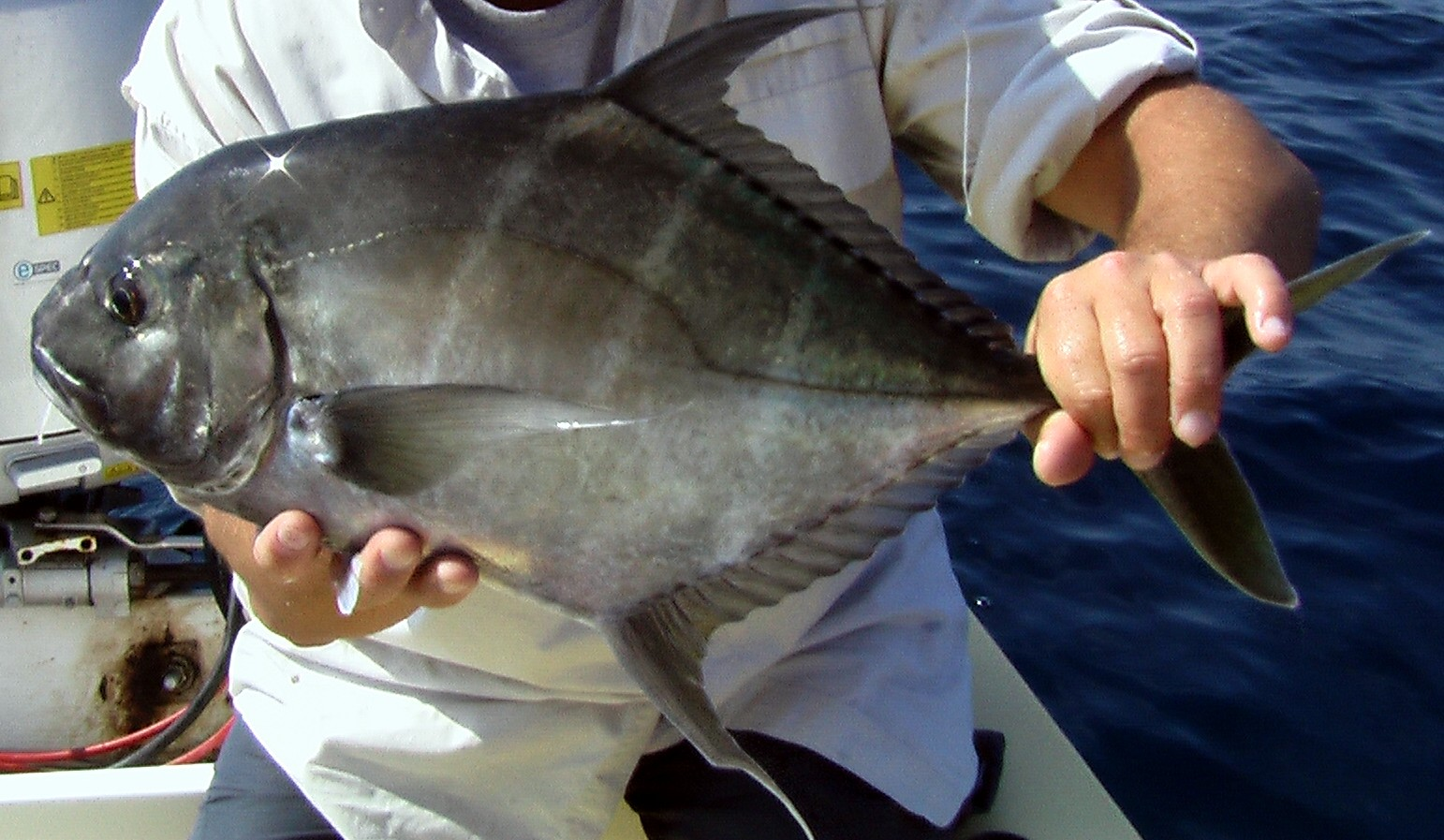
Carangoides otrynter
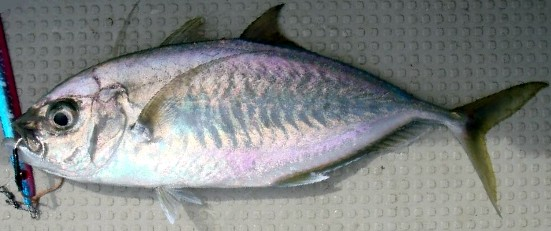
Carangoides plagiotaenia
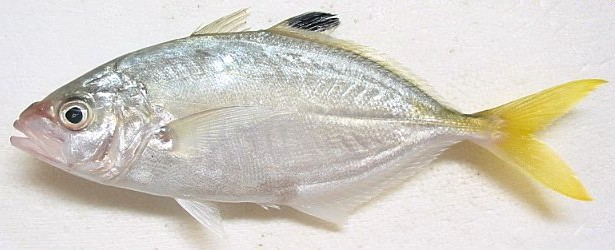
Carangoides praeustus
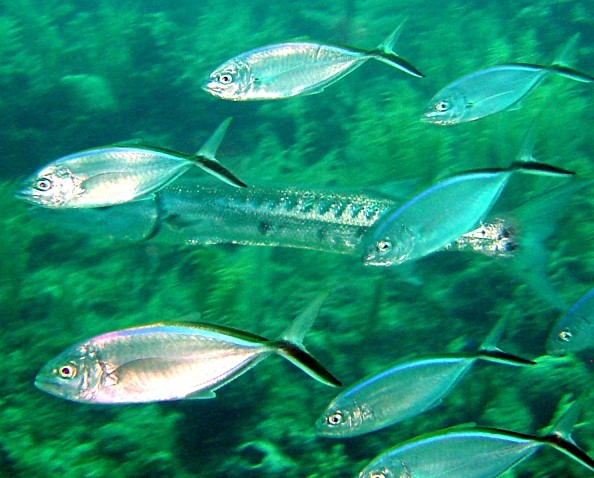
Carangoides ruber